# Everybody’s Rockin’
Everybody’s Rockin’ – album Neila Younga nagrany wraz z zespołem Shocking Pinks w 1983 roku. Towarzyszący Youngowi zespół został utworzony specjalnie z okazji nagrywania Everybody’s Rockin’. Płyta zawiera utwory w stylu rockabilly, zarówno covery innych zespołów jak i nowy materiał. Podobnie jak inne albumy Younga z lat 80' (elektroniczny Trans, czy Old Ways będący albumem country w najczystszej postaci) Everybody’s Rockin’ nie przypomina wcześniejszych (tzn. rockowych i folkowych) dokonań tego artysty.
Jest to najkrótszy album w historii Neila Younga (nie ma nawet całych 25 minut). W wywiadzie udzielonym magazynowi MOJO z 1995 Young powiedział, że na albumie miały się jeszcze znaleźć piosenki "Get Gone" i "Don't Take Your Love Away From Me" (które ostatecznie trafiły na składankę Lucky Thirteen), ale Gaffen (wydawnictwo płytowe) odwołało sesje nagraniową. Rok później Young został pozwany przez Gaffen za nagranie "niekomercyjnego albumu o mało charakterystycznym brzmieniu", co miało zdaniem Younga doprowadzić zespół R.E.M. (również w konflikcie z wytwórnią) do zmiany wydawcy na Warner Bros.
Piosenka "Wonderin'" została nagrana na długo przed sesją nagraniową do Everybody’s Rockin’, jeszcze za czasów After the Gold Rush i była grana na koncertach Younga, zarówno solowych (akustycznych), jak i z Crazy Horse (m.in. na albumie Live at the Fillmore East).
Jest to jedna z najgorzej ocenianych płyt Younga w historii.

## Utwory

### Strona A
- "Betty Lou's Got a New Pair of Shoes" - 3:02
  - utwór autorstwa Bobbyego Freemana
- 'Rainin' in My Heart" – 2:11
  - utwór autorstwa Slima Harpo i Jerry’ego Westa
- "Payola Blues" - 3:09 
  - utwór autorstwa Ben Keitha i Neila Younga
- "Wonderin'" – 2:59
  - utwór autorstwa Neila Younga
- "Kinda Fonda Wanda" – 1:51
  - utwór autorstwa Tima Drummonda i Neila Younga

### Strona B
- "Jellyroll Man" – 2:00
  - utwór autorstwa Neila Younga
- "Bright Lights, Big City"
  - utwór autorstwa Jimmy’ego Reeda – 2:18
- "Cry, Cry, Cry" – 2:39
  - utwór autorstwa Neila Younga
- "Mystery Train" – 2:47 
  - utwór autorstwa Juniora Parkera i Sama Phillipsa
- "Everybody’s Rockin’" – 1:57
  - utwór autorstwa Neila Younga

## Muzycy
- Neil Young - śpiew, pianino, gitara, harmonijka ustna
- oraz zespół Shocking Pinks, w składzie
  - Larry Byrom – pianino, chórki
  - Anthony Crawford – chórki
  - Tim Drummond – kontrabas
  - Karl Himmel – bęben mały
  - Ben Keith – saksofon, gitara
  - Rick Palombi – chórki